# كونار عريض الأوراق
كونار عريض الأوراق (الاسم العلمي: Connarus latifolius) هو نوع من النباتات يتبع جنس الكونار من الفصيلة الكونارية.